# Be Good to Me
Be Good to Me – pierwszy singiel amerykańskiej piosenkarki i aktorki Ashley Tisdale z jej debiutanckiego albumu Headstrong. Singel został wydany 25 grudnia 2006 roku w U.S., a w Ameryce Południowej w styczniu 2007. W Europie nie został oficjalnie wydany.

## Informacje o singlu
"Be Good to Me" zadebiutował na AOL Music:First Listen 22 grudnia 2006 roku. Piosenka znalazła się również w albumie "Radio Disney Jams, Vol. 10" 22 stycznia 2008 roku. Piosenka pojawiła się też w filmie Dziewczyny z drużyny 4. Na iTunes singiel został wydany na podwójnym A-sidzie razem z innym singlem Ashley He Said She Said, ale później obydwie piosenki zostały wydane na osobnych CD.

## Teledysk
Teledysk został nakręcony po jednym z koncertów High School Musical. Użyto tej samej sceny, co w koncercie i tych samych tancerzy. Ashley umieściła na swojej oficjalnej stronie MySpace informację mówiącą o tym, że światowa premiera teledysku nastąpi 24 stycznia 2007 roku na KOL. Napisała także, że premiera w Disney Channel nastąpi 25 stycznia 2007 po serialu "Sister, Sister". 14 kwietnia 2007 teledysk miał swoją premierę jako "First Look" przez Total Request Live na MTV.

## Lista Utworów
2-Track Edition
1. „Be Good to Me” (Radio Edit) — 3:13
2. „Be Good to Me” (featuring David Jassy) — 3:34

Be Good to Me – Remixes (EP)
1. „Be Good to Me” (Eddie Baez Anthem Club) — 6:51
2. „Be Good to Me” (SugarDip Club Mix) — 7:24
3. „Be Good to Me” (Scalfati from T.H.C. – Scalfonzo Pop Extended Mix) — 7:31
4. „Be Good to Me” (Scalfati from T.H.C. – Scalfonzo Pop Mixshow) — 5:02
5. „Be Good to Me” (LSDJ from T.H.C. – Good 4 U Extended Mix) — 6:15
6. „Be Good to Me” (LSDJ from T.H.C. – Good 4 U Mixshow) — 5:32

Brazilian Digital CD Single
1. „Be Good to Me” (Radio Edit) — 3:12

## Pozycje na listach
| Notowanie (2007)       | Max. pozycja |
| ---------------------- | ------------ |
| U.S. Billboard Hot 100 | 80           |
| U.S. Billboard Pop 100 | 68           |